# تاباثا ريتشي
تاباثا ريتشي (بالبرتغالية: Tabatha Ricci؛ مواليد 21 فبراير 1995) هي مُقاتلة فنون قتالية مختلطة برازيلية.

## وصلات خارجية
- تاباثا ريتشي على موقع يو إف سي (الإنجليزية)
- تاباثا ريتشي على موقع شيردوغ (الإنجليزية)
- تاباثا ريتشي على موقع Tapology.com (الإنجليزية)